# Гертруда Гольдшмідт
Гертруда Гольдшмідт (нім. Gertrud Goldschmidt, повне ім'я Gertrud Louise Goldschmidt, також відома як Gego; 1912–1994) — венесуельська художниця і скульпторка німецького походження.
Представниця напряму сучасного мистецтва ZERO. Разом з Лижією Кларк та Мірою Шендель стали найвідомішими американськими художницями другої половини XX століття.

## Життєпис
Народилася 1 серпня 1912 року в Гамбурзі в єврейській родині шостою з семи дітей Едуарда Гольдшмідта (Eduard Martin Goldschmidt) та його дружини Елізабет Ден (Elizabeth Hanne Adeline Dehn). Хоча Гертруда була племінницею історика мистецтва Адольфа Гольдшмідта, який викладав у Берлінському університеті, вона вирішила вступити в 1932 році до Технічної школи Штутгарта (нині Штутгартський університет), де її викладав відомий масонський художник Пауль Бонатц. Закінчивши заклад вищої освіти у 1938 році, отримала диплом інженера — архітектора. На той час до влади в Німеччині прийшли нацисти, життя єврейських сімей стало дуже важким; її німецьке громадянство було анульоване 1935 року. Сім'я була змушена залишити Німеччину і переїхала 1939 року до Венесуели.
У 1940 році Гольдшмідт познайомилася з німецьким містобудівником з архітектурної фірми Ернстом Гунцем (Ernst Gunz), з яким одружилася. За його підтримки вона створила власну майстерню Gunz, яка займалася дизайном та виробництвом меблів та світильників. Паралельно вона виконувала роботу з низки архітектурних замовлень. 1942 року народила сина Томаса, а 1944 року — доньку Барбару. Після народження другої дитини Гольдшмідт закрила майстерню, щоб проводити більше часу з дітьми. До 1948 року вона знову повернулася до проєктування приватних будинків, нічних клубів та ресторанів. В 1952 році Гольдшмідт отримала громадянство Венесуели і в цьому ж році розлучилася з чоловіком. Незабаром зустріла графічного дизайнера, художника та викладача Герда Лойферта , який став її супутником життя з 1953 року. Вони оселилися в місті Tarma у штаті Варгас. У цей період Гольдшмідт робила свої перші роботи — малюнки та акварелі, займалася монотипією та гравюрою; її твори були у стилі фігуративізму та експресіонізму.
У 1956 році подружжя повернулося до Каракасу, де Гольдшмідт почала створювати тривимірні роботи завдяки підтримці Алехандро Отеро і Хесуса Сото. Одночасно вона займалася викладацькою діяльністю, яка тривала з 1958 по 1977 рік у навчальних закладах Венесуели: Школа пластичних мистецтв імені Крістобала Рохаса (1958—1959); Архітектурний факультет Центрального університету Венесуели (1958—1967); Інститут дизайну, Фонд Неймана (1964—1977). У 1959 році Гольдшмідт супроводжувала чоловіка на навчання в Університеті штату Айова; потім, у 1960 році, він навчався і працював у майстерні Threitel-Gratz Co. у Нью-Йорку. Цього ж року вона повернулася до Каракасу і продовжила активно займатися кінетичним мистецтвом.
1961 року перша велика персональна виставка Гертруди Гольдшмідт була організована в Музеї образотворчих мистецтв у Каракасі під назвою «Dibujos recientes». У 1962 році вона створила скульптуру для штаб-квартири Індустріального банку Венесуели — свою першу велику роботу, інтегровану в архітектуру, отримавши також свою першу нагороду: Primer Premio de Dibujo, IV Exposición Nacional de Dibujo y Grabado (Перша премія у категорії малюнка на IV Національній виставці малюнка та гравюри).
У 1963 році Гольдшмідт вивчала педагогічні навчальні дисципліни в Університеті Каліфорнії в Берклі, одержавши стипендію Ради з наукового та гуманістичного розвитку Центрального університету Венесуели. У тому ж році вона відвідала на запрошення Джун Вейн майстерню літографії Tamarind Lithography Workshop в Лос-Анджелесі (нині Інститут Тамарінда) та зробила безліч гравюр у майстерні Інституту графіки Пратта в Нью-Йорку. З 1964 року художниця почала експериментувати з дротом із нержавною сталлю замість звичайної, що додало її роботам витонченості. З 1967 року займалася у Каракасі пластичними та скульптурними роботами.
Померла 17 вересня 1994 року в Каракасі.
Після смерті Гертруди Гольдшмідт, у 1994 році, її діти та онуки взяли на себе відповідальність за збереження спадщини художниці, започаткувавши фонд Fundación Gego.

## Творчість
Гольдшмідт найбільш відома геометричними та кінетичними скульптурами, виконаними у 1960-х та 1970-х роках. Її серія Reticuláreas є найпопулярнішою та найобговорюванішою групою художніх робіт. Перша серія була створена в 1969 році — шматки алюмінію та сталі з'єднані разом, щоб створити переплетення мереж і тканин, що заповнило все приміщення при експонуванні. Увага художниці до лінії та простору створила цікавий витвір мистецтва для глядача. Після її смерті колекція Reticuláreas знаходиться у Національній художній галереї Каракаса у Венесуелі.

Гертруда Гольдшмідт була учасницею багатьох виставок із 1958 року. Після смерті її роботи продовжують виставлятися і в ХХІ столітті. Більшість її творів перебуває у Музей сучасного мистецтва Каракаса.

Некоторые работы
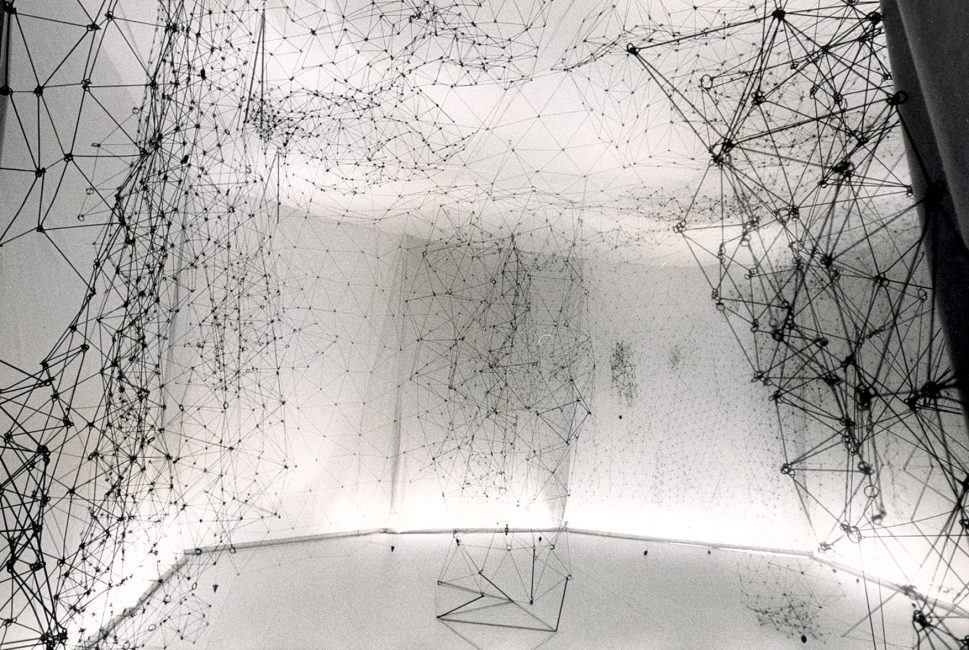
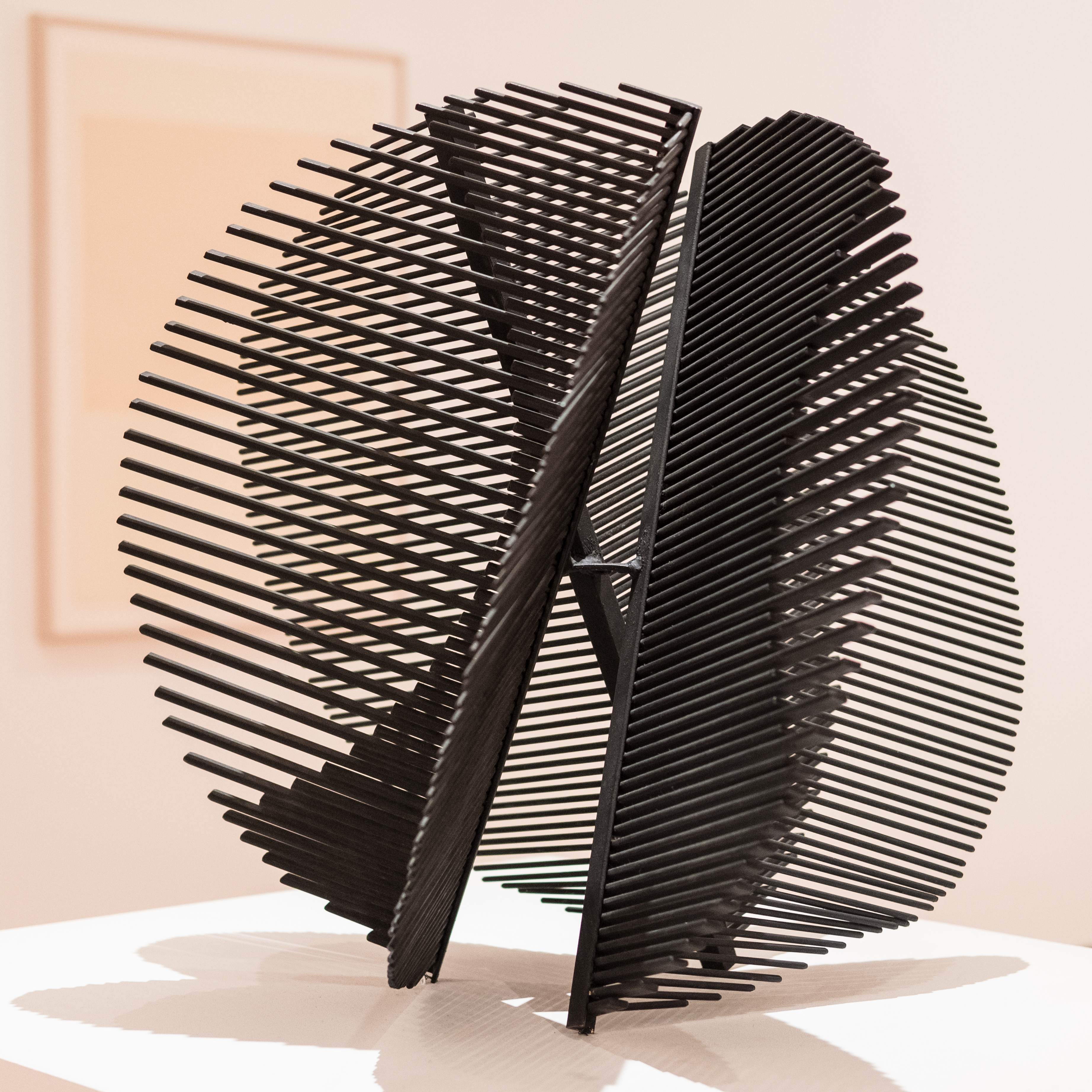
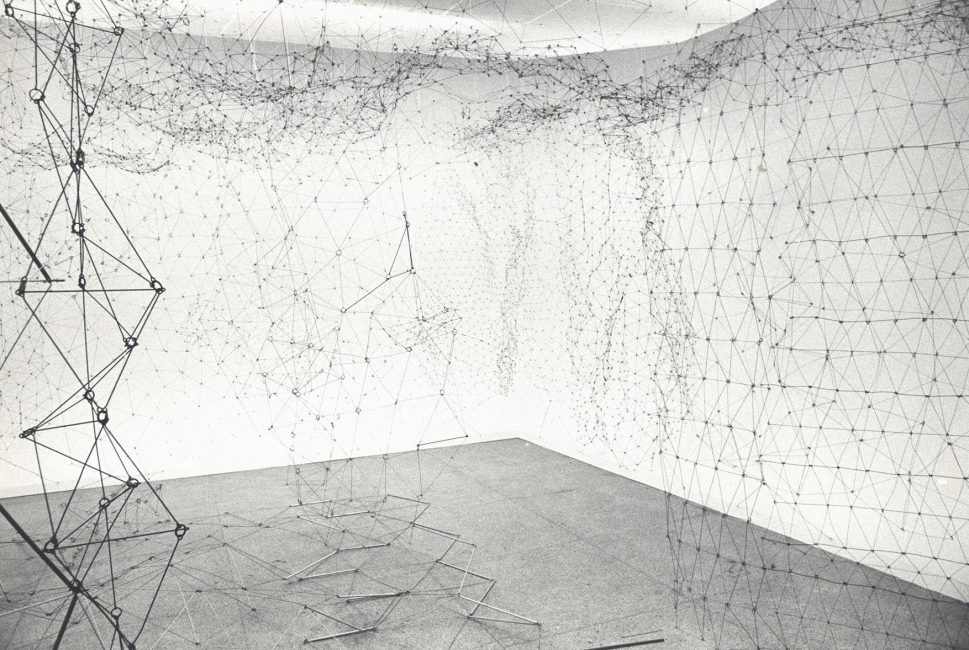

## Визнання
Гертруда Гольдшмідт та її роботи були удостоєні безлічі нагород, серед яких:
- Primer Premio de Dibujo, IV Exposition Nacional de Dibujo y Grabado, Facultad de Arquitectura y Urbanismo, Universidad Central de Venezuela, Caracas (1962).
- Primer Premio Escultura XII Salón D'Empaire de pintura y escultura. Maracaibo (1967).
- Premio Adquisición, XXVIII Salón Oficial Anual de Arte Venezolano, Museo de Bellas Artes, Caracas (1967).
- Premio Nacional de Dibujo, в XXIX Salón Oficial Anual de Arte. Dibujo y Grabado. Museo de Bellas Artes, Caracas (1968).
- Premio Bolsa de Trabajo, Salón Las Artes Plásticas a Venezuela, Museo de Bellas Artes, Caracas (1972).
- Premio de Adquisición. Salón Las Artes Plásticas en Venezuela, Museo de Bellas Artes, Caracas (1976).
- Premio Nacional de Artes Plásticas. Salón Las Artes Plásticas en Venezuela, Museo de Bellas Artes, Caracas (1979).

- Орден Андреса Бельо[es] 3-го класу (Medalla, 1976).
- Orden Андреса Бельо[es] 1-го класу (Banda de Honor, 1981).